# NGC 5343
NGC 5343 este o galaxie lenticulară situată în constelația Fecioara. A fost descoperită în 5 martie 1785 de către William Herschel.